# Argelita
Argelita – gmina w Hiszpanii, w prowincji Castellón, we wspólnocie autonomicznej Walencja, o powierzchni 15,47 km². W 2011 roku liczyła 100 mieszkańców.